# کارتلازما
کارتلازما (انگلیسی: Kartlazma) یک شهرک در شهرستان زیلایرسکی استان باشقیرستان کشور روسیه است.